# Лусио
Лусима́р Ферре́йра да Си́лва (порт.-браз. Lucimar Ferreira da Silva; род. 8 мая 1978, Планальтина, Федеральный округ, Бразилия), более известный как Лу́сио (порт.-браз. Lúcio) — бразильский футболист, центральный защитник.
Известен по выступлениям за «Интернасьонал», «Байер», «Баварию», итальянский «Интер». Чемпион мира 2002 года, победитель Лиги чемпионов 2010 года.

## Биография

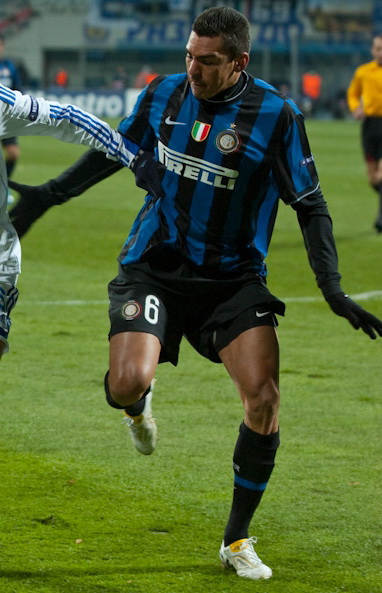
Лусио в составе «Интера»

Начал карьеру в клубе «Планалтина», где выступал на позиции нападающего. В 1997 году перешёл в «Гуару». В том же году после Кубка Бразилии между «Гуарой» и «Интернасьоналом» (0:7) был приглашён в состав «красных». За переход «Интернасьонал» отдал 300 тыс. крузейро (около 100 тыс. евро). В первом же сезоне в новой команде Лусио выиграл чемпионат штата Риу-Гранди-ду-Сул. Всего в составе команды из Порту-Алегри выступал 3 года.
В 2000 году перешёл в леверкузенский «Байер 04», заплативший 8,5 млн евро. В первом сезоне в команде провёл 15 игр и забил 5 голов. «Байер» занял 4 место в первенстве, что гарантировала клубу участие в Лиге чемпионов. В следующем сезоне «Байер» занял 2 место в чемпионате и вышел в финал Кубка Германии, где проиграл «Шальке-04». В том же году клуб достиг финала Лиги чемпионов, в котором проиграл мадридскому «Реалу» со счётом 1:2; единственный мяч у немцев забил Лусио на 13-й минуте игры. После удачных выступлений, за Лусио начали наблюдать ведущие европейские клубы. В июле 2003 года ему предложила контракт «Рома», но сделка не состоялась.
В 2004 году перешёл в мюнхенскую «Баварию», подписав контракт на 3 года. Сумма трансфера составила 12 млн евро. В 2005 году продлил договор. Всего в составе «Баварии» выступал 5 лет, проведя 189 матчей и забив 11 голов. В 2008 и 2009 годах являлся вице-капитаном команды. Выиграл с «Баварией» три чемпионата Германии, три Кубка Германии и два Кубка немецкой лиги.
16 июня 2009 года разорвал контракт с «Баварией» и перешёл в миланский «Интернационале», подписав контракт на 3 года с жалованием 4,5 млн евро в год. Сумма трансфера составила 7 млн евро. Причиной ухода бразильца из состава стал новый тренер мюнхенцев, Луи ван Гал, который сказал, что не рассчитывает на бразильца, как на игрока стартового состава. В первом сезоне в составе команды бразилец провёл 48 игр и забил два гола. Он помог клубу выиграть чемпионат, Кубок Италии и Суперкубок Италии, а также Лигу чемпионов.
Сезон 2011/12 стал последним для Лусио в миланском «Интере», летом клуб расторг контракт с игроком по обоюдному согласию. 4 июля 2012 года, Лусио подписал контракт с туринским «Ювентусом» сроком на 2 года.
17 декабря 2012 года «Ювентус» и Лусио расторгли контракт по обоюдному согласию сторон. Бразилец провёл лишь четыре матча за «старую синьору». Уже на следующий день Лусио подписал двухлетний контракт с бразильским «Сан-Паулу».
В июне 2015 года подписал контракт с индийским «Гоа».
7 декабря 2017 года стал игроком клуба «Гама».

## Достижения

### Командные

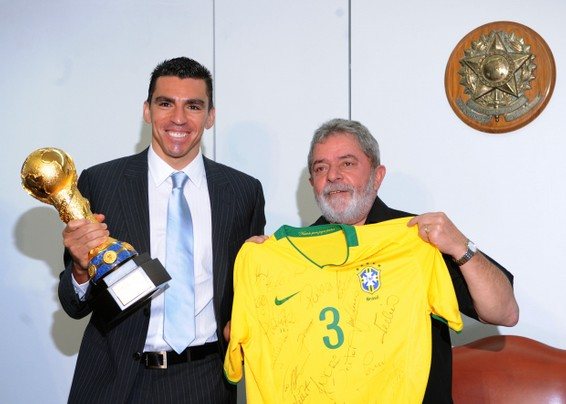
Лусио (с Кубком конфедераций 2009 в руках) с президентом Бразилии, Лулой

- Чемпион штата Рио-Гранди-ду-Сул: 1997
- Чемпион Германии (3): 2004/05, 2005/06, 2007/08
- Обладатель Кубка Германии: 2004/05, 2005/06, 2007/08
- Обладатель Кубка Лиги Германии: 2004, 2007
- Обладатель Кубка Италии: 2009/10, 2010/11
- Чемпион Италии: 2009/10
- Победитель Лиги чемпионов: 2009/10
- Обладатель Суперкубка Италии (2): 2010, 2012
- Победитель Клубного чемпионата мира по футболу: 2010
- Чемпион мира: 2002
- Обладатель Кубка конфедераций: 2005, 2009

### Личные
- Обладатель «Серебряного мяча» Бразилии: 2000
- Входит в состав символической сборной Бундеслиги по версии Kicker (6): 2000/01, 2001/02, 2002/03, 2003/04, 2004/05, 2005/06
- Входит в состав символической сборной Европы по версии ESM (3): 2001/02, 2005/06, 2009/10
- Символическая сборная Кубка конфедераций: 2009[15]
- Член сборной FIFPro: 2010

## Статистика выступлений
| 1997    | Гуара          | Серия ?    | ?  | ? | 1 | 0 | —  | — | ? | ? |
| 1998    | Интернасьонал  | Серия А    | 10 | 0 | 0 | 0 | ?  | ? | ? | ? |
| 1999    | Интернасьонал  | Серия А    | 19 | 1 | 2 | 0 | ?  | ? | ? | ? |
| 2000    | Интернасьонал  | Серия А    | 20 | 3 | 4 | 0 | ?  | ? | ? | ? |
| 2000/01 | Байер 04       | Бундеслига | 15 | 5 | ? | ? | ?  | ? | — | — |
| 2001/02 | Байер 04       | Бундеслига | 29 | 4 | ? | ? | 16 | 3 | — | — |
| 2002/03 | Байер 04       | Бундеслига | 21 | 3 | ? | ? | 6  | 0 | — | — |
| 2003/04 | Байер 04       | Бундеслига | 27 | 3 | ? | ? | —  | — | — | — |
| 2004/05 | Бавария        | Бундеслига | 32 | 3 | 6 | 0 | 9  | 0 | — | — |
| 2005/06 | Бавария        | Бундеслига | 30 | 2 | 5 | 0 | 7  | 0 | — | — |
| 2006/07 | Бавария        | Бундеслига | 26 | 0 | 2 | 0 | 8  | 2 | — | — |
| 2007/08 | Бавария        | Бундеслига | 24 | 1 | 6 | 0 | 13 | 2 | — | — |
| 2008/09 | Бавария        | Бундеслига | 32 | 1 | 4 | 1 | 8  | 0 | — | — |
| 2009/10 | Интернационале | Серия А    | 31 | 1 | 4 | 1 | 10 | 0 | 1 | 0 |
| 2010/11 | Интернационале | Серия А    | 31 | 1 | 4 | 0 | 8  | 0 | 4 | 0 |
| 2011/12 | Интернационале | Серия А    | 34 | 1 | 0 | 0 | 4  | 1 | 0 | 0 |
| 2012/13 | Ювентус        | Серия А    | 1  | 0 | 0 | 0 | 2  | 0 | 1 | 0 |
| 2013    | Сан-Паулу      | Серия А    | 22 | 2 | 0 | 0 | 10 | 0 | 0 | 0 |
| 2014    | Палмейрас      | Серия А    | 37 | 2 | 7 | 0 | 0  | 0 | 0 | 0 |